# Championnat des îles Féroé de football 1950
 (mars 2022).
Si vous disposez d'ouvrages ou d'articles de référence ou si vous connaissez des sites web de qualité traitant du thème abordé ici, merci de compléter l'article en donnant les références utiles à sa vérifiabilité et en les liant à la section « Notes et références ».
Navigation
Meistaradeildin 1949 Meistaradeildin 1951
La saison 1950 du Championnat des îles Féroé de football était la 8e édition de la première division féroïenne à poule unique, la Meistaradeildin. Les cinq meilleurs clubs du pays jouent les uns contre les autres à deux reprises durant la saison, à domicile et à l'extérieur. Le B36 Tórshavn remporte le titre.

## Les clubs participants
| \| B36 HB KÍ TB VBV \| Localisation des clubs engagés dans le championnat 1950. |
| B36 HB KÍ TB VBV                                                                |

- B36 Tórshavn
- HB Tórshavn
- KÍ Klaksvík
- TB Tvøroyri - Tenant du Titre
- VB Vágur

## Compétition
Le classement est établi sur le barème de points suivant (victoire à 2 points, match nul à 1, défaite à 0).
Pour départager les égalités, on tient d'abord compte de la différence de buts générale, puis du nombre de buts marqués, puis des confrontations directes et enfin si le championnat est en jeu, les deux équipes jouent une rencontre d'appui sur terrain neutre.

### Classement[n 1]
| Rang | Équipe          | Pts | J | G | N | P | Bp | Bc | Diff |
| ---- | --------------- | --- | - | - | - | - | -- | -- | ---- |
| 1    | B36 Tórshavn    | 14  | 8 | 6 | 2 | 0 | 22 | 6  | +16  |
| 2    | TB Tvøroyri (T) | 9   | 8 | 4 | 1 | 3 | 25 | 10 | +15  |
| 3    | HB Tórshavn     | 9   | 8 | 4 | 1 | 3 | 19 | 11 | +8   |
| 4    | KÍ Klaksvík     | 6   | 8 | 2 | 2 | 4 | 11 | 13 | -2   |
| 5    | VB Vágur        | 2   | 8 | 1 | 0 | 7 | 3  | 40 | -37  |

|  | Vainqueur du championnat 1950 |
|  | (T) Tenant du titre           |

### Résultats[n 1]
| Résultats (▼dom., ►ext.) | B36 | HB  | KÍ  | TBT | VBV  |
| B36 Tórshavn             |     | 2-1 | 2-2 | 2-1 | 5-0  |
| HB Tórshavn              | 1-5 |     | 1-1 | 4-1 | 4-0  |
| KÍ Klaksvík              | -   | 3-2 |     | 1-6 | 4-2  |
| TB Tvøroyri              | 1-1 | 0-1 | -   |     | 13-1 |
| VB Vágur                 | 0-5 | 0-5 | -   | 0-4 |      |

## Bilan de la saison
| Championnat des îles Féroé de football 1950 |                         |
| Champion                                    | B36 Tórshavn (3e titre) |
| Qualifications continentales                |                         |
| Promotions et relégations                   |                         |
| Promus en Meistaradeildin                   | non                     |
| Relégués en Meðaldeildin                    | non                     |